# دانيال جراف (متسابق بياثل)
دانيال جراف (بالألمانية: Daniel Graf)‏ هو متسابق بياثل ألماني، ولد في 7 سبتمبر 1981 في غريفنرودا ‏ في ألمانيا.

## وصلات خارجية
- دانييل جراف على موقع IBU (الإنجليزية)